# 홀리데이 인 익스프레스
홀리데이 인 익스프레스(영어: Holiday Inn Express)는 IHG 호텔 & 리조트 브랜드 계열에 속한 미국의 중저가 호텔 체인이다. 원래는 "익스프레스" 호텔로 설립되었으며, 합리적인 가격에 제한된 서비스를 제공하는 데 중점을 두고 있다.